# Lobbes
Lobbes är en kommun i Belgien.   Den ligger i provinsen Hainaut och regionen Vallonien, i den centrala delen av landet, 60 km söder om huvudstaden Bryssel. Antalet invånare är 5 664.
I omgivningarna runt Lobbes växer i huvudsak blandskog. Runt Lobbes är det tätbefolkat, med 286 invånare per kvadratkilometer.